# Полска нелегална държава
Полската нелегална държава (на полски: Polskie Państwo Podziemne) е названието, което е дадено на тайните структури на полската държава по време на Втората световна война, подчинени на Правителството на Полша в изгнание. Това е система на държавната власт, действаща от името на Жечпосполита, по време на окупацията на нейната територия от III Райх и СССР. Съществува от 27 септември 1939 г. до 1 юли 1945 г. Наименованието се появява за пръв път в „Biuletyn Informacyjny“ от 13 януари 1944 г.

## Възникване и дейност
Предложенията за продължаване на борбата и съпротивата чрез конспиративни методи са формулирани на срещите между цивилните власти на Варшава (президента Стефан Стажински, Съвета за защита на столицата и генерал Юлиуш Румел (командир на защитата на Варшава – 25 септември). В тях участва и генерал Михал Токажевски-Карашевич. Междувременно генерал Руммел е упълномощен от върховния главнокомандващ да управлява цялата страна. Генерал Токажевски предлага тези правомощия да бъдат прехвърлени на него, за да организира военно-политическите делегации на полската държава.
В нощта на 26 срещу 27 септември 1939 г. в обсадената Варшава възниква Служба за победа на Полша (Służba Zwycięstwu Polski) – военна конспиративна организация, която трябва да се бори срещу окупатори. На 13 ноември е трансформирана в Съюз за въоръжена борба (Związek Walki Zbrojnej), който е подчинен на Правителството на Полша в изгнание. По този начин се запазва военно-политическата приемственост на Полша и влиянието на държавната власт върху ситуацията в страната.
На 10 октомври 1939 г. във Варшава се състои първата среща на Главния политически съвет (Główna Rada Polityczna) на Служба за победа на Полша, представяща 4 предвоенни партии, настроени срещу санацията. През февруари 1940 г. Главният политически съвет се трансформира в Политически консултативен съвет (Polityczny Komitet Porozumiewawczy).
На 14 февруари 1942 г. генерал Владислав Шикорски трансформира Съюза за въоръжена борба в Армия Крайова (AK). Неин главен командир става генерал Стефан Ровецки, ръководител на Варшавската бронирана бригада по време на септемврийската кампания, автор на военен наръчник за уличната борба. Създаването на Армия Крайова трябвало да послужи за съединяване на всички военни групи, подчинени до този момент на различни нелегални политически групировки, в една организация подчинена на Полското правителство в изгнание.
През есента на 1941 г. войниците на Съюза за въоръжена борба наброяват 40 хиляди, а в края на 1942 г. Армия Крайова наброява вече 200 хиляди. По този начин се превръща в най-голямата нелегална армия в окупирана Европа. Обаче по-голямата част от войниците не преминава редовното обучение, а в допълнение имат едва 53 хиляди оръжия (от които само 6% автоматични).
Основната задача на Армия Крайова е да създаде силни кадри, за да нападне Германия, в момент, в който тя е най-слаба. Въоръжените действия водят до жестоки репресии – хитлеристите застрелват десетки поляци за всеки убит немец. Едва към края на 1942 г. АК засилва диверсионната си дейност: атакува немските аванпости, руши жп линии, по които минават военни влакове, предназначени за източния фронт, разрушава мостове. Тази промяна води до намаляване на успешността на Вермахта и постигане на ефективна организация на АК.
Полша, макар и окупирана, има легално и международно признато правителство на територията на Лондон. Съществуват Полските въоръжени сили на Запад и Армия Крайова. Във Варшава Делегатът на правителството е назначен за вицепремиер. Под негово ръководство минават следните звена: разпити, диверсия, образование, правосъдие и политика. Действа конспиративен съд, чиито присъди не само че се изпълняват, но биват огласявани и в нелегалната преса. Нелегалната преса от своя страна е феномен в окупирана Европа: излизат около 1400 заглавия (17 от които излизат през целия период на окупация). Излизат политически, военни, литературни, женски, хумористични списания. В нелегалните издателства биват издавани също така и книги (немците позволявали само наръчници, например за градинарството). В края на 1943 и началото на 1944 г. общият брой на нелегалната преса, издавана от Тайното военно издателство, е близо 250 хиляди списания, 65,5 хиляди брошури и 120 хил. листовки. През целия период на окупация действат т. нар. tajne komplety, т.е. нелегални училища. Тайната учителска организация осигурява кадри, приготвя и разпространява учебни помагала. На територията на Генералното губернаторство отварят врати близо 2000 средни училища. Нелегалните училища обучават полонисти, историци, математици, лекари. По време на войната близо 10 хиляди студенти завършват своето образование.
Тъй като германците позволяват дейността единствено на второразредни театрални и кабаретни групи (чийто репертоар целял да затъпи поляците), възникват нелегални театри. В частни жилища или мазета биват поставяни драмите на Словацки, Виспянски, Шекспир. Провеждат се също така концерти и поетични вечери.
Съпротивителното движение в Полша включва почти всички сфери на живота. Затова тайните структури, подчинени на емиграционното правителство, след войната бива наречено Полска нелегална държава. В цяла Европа не съществува подобен еквивалент.
Най-грандиозните военни действия подети от АК са Варшавското въстание, което започва на 1 август 1944, и акция „Буря“, започната на източните територии на Полша. Тази акция продължава от 4 януари 1944 г., когато съветската войска прекрачва Волиния – полско-съветска граница от 1939 г. до януари 1945 г. В своята първоначална фаза, акция „Буря“ се уповава на военното сътрудничество на полските и руски военни звена. След пробива на немската защита в тези региони, съветските власти нарушават военното споразумение и интернират хиляди войници на АК. След провала на Варшавското въстание столица на Полската нелегална държава става Ченстохова.

## Паметници и чествания
- Паметник на Полската нелегална държава в Познан – открит на 26 септември 2007 г.
- Паметник на Армия Крайова и Полската нелегална държава във Варшава – открит е на 10 юни 1999 г., а на 11 юни 1999 г. е осветен от папа Йоан Павел II. Паметникът е мястото, на което се отбелязва годишнината от избухването на Варшавското въстание и възвръщането на свободата.
- Ден на Полската нелегална държава – полски празник, който се отбелязва всяка година на 27 септември.

|  | Тази страница частично или изцяло представлява превод на страницата Polskie Państwo Podziemne в Уикипедия на полски. Оригиналният текст, както и този превод, са защитени от Лиценза „Криейтив Комънс – Признание – Споделяне на споделеното“, а за съдържание, създадено преди юни 2009 година – от Лиценза за свободна документация на ГНУ. Прегледайте историята на редакциите на оригиналната страница, както и на преводната страница, за да видите списъка на съавторите. ВАЖНО: Този шаблон се отнася единствено до авторските права върху съдържанието на статията. Добавянето му не отменя изискването да се посочват конкретни източници на твърденията, които да бъдат благонадеждни. |